# Бесијежул
Бесијежул (фр. Bessuéjouls) насеље је и општина у јужној Француској у региону Миди Пирене, у департману Аверон која припада префектури Родез.
По подацима из 2011. године у општини је живело 251 становника, а густина насељености је износила 22,23 становника/km². Општина се простире на површини од 11,29 km². Налази се на средњој надморској висини од 330 метара (максималној 660 m, а минималној 319 m).

## Демографија
| 1962. | 1968. | 1975. | 1982. | 1990. | 1999. | 2011. |
| ----- | ----- | ----- | ----- | ----- | ----- | ----- |
| 273   | 279   | 252   | 211   | 224   | 225   | 251   |

График промене броја становника у току последњих година